# Університет Павла Йозефа Шафарика в Кошицях
Університе́т Па́вла Йо́зефа Шафа́рика в Ко́шицях (словац. Univerzita Pavla Jozefa Šafárika v Košiciach) — вищий навчальний заклад університетського типу. Названий на ім'я видатного славіста П. Й. Шафарика.
Створений в 1959 році шляхом злучення Медичного факультету Університету Коменського в Братиславі та Філософського факультету (що виник як Філософський факультет Вищої педагогічної школи в Пряшеві). Вважається наступником єзуїтського Кошицького університету. В 1964 році Педагогічний факультет, розміщений в Пряшеві, був включений до Університету П. Й. Шафарика в Кошицях. В 1963 до них додалися Природничий, а в 1973 році й Юридичний факультети. В 1990 році до складу Університету були включені Православний богословський та Греко-католицький богословський факультети. УПЙШ — другий після братиславського Університету Коменського найбільший навчальний заклад у Словаччині.

## Факультети
- Медичний факультет
- Природничий факультет
- Юридичний факультет
- Факультет публічного управління
- Філософський факультет

## Персоналії
- Микола Штець
- Юрій Бача
- Павло Маркович, доцент
- Панько Юрій